# Cybersyn
Das Projekt Cybersyn („cybernetic synergy“; spanisch Synco) war während der Regierung Salvador Allendes (1970–1973) ein Versuch, die chilenische Wirtschaft in Echtzeit rechnergestützt zu steuern. Im Wesentlichen war es die Anwendung des vom britischen Kybernetiker und Unternehmensforscher Stafford Beer entwickelten Viable System Models auf nationaler Ebene.

## Geschichte
Im Juli 1971 wurde vom damaligen technischen Direktor der chilenischen Wirtschaftsförderungsbehörde CORFO (und späteren Finanzminister) Fernando Flores die Idee zu Cybersyn entwickelt. Er bat Stafford Beer um Hilfe, die chilenische Wirtschaft nach diesem neuen Konzept zu organisieren und zu steuern. Beer willigte ein – er konnte so seinen Ansatz unter realen Bedingungen testen und weiterentwickeln.
Ein Jahr lang wurde an Cybersyn gebaut, es wurde aber nie ganz fertiggestellt.
Den größten Nutzen brachte das System im Oktober 1972, als ca. 50.000 Fuhrunternehmer die Straßen Santiagos blockierten. Durch die Fernschreiber war es der Regierung möglich, den Lebensmittel-Transport in die Stadt mit ca. 200 LKWs von regierungstreuen Fuhrunternehmen zu koordinieren. Bemerkenswert ist, dass hierbei das eigentliche Cybersyn-Kernprogramm gar nicht benutzt wurde, sondern über das Fernschreibernetz sich die Logistiker untereinander Kapazitäten und Touren mitteilten. Später sahen Flores und Espejo in diesem Kommunikationsmuster einen der ersten Ansätze des heutigen Internet – was so aber nicht beabsichtigt war. Trotzdem wird es heute als sozialistisches Internet bezeichnet. Das Cybersyn-System stellte über der fernschreiberbasierten Netztopologie auch eine erste Groupware in der Anwendungsschicht dar.
Kurz nach dem Militärputsch am 11. September 1973 wurde das Kontrollzentrum zerstört.

## Das System
Es gab fünf Steuerungsebenen basierend auf der Algedonischen Schleife. Die unteren drei Ebenen waren für den täglichen Betrieb, die oberen zwei für die Gesamtausrichtung und zukünftige Entwicklung der chilenischen Wirtschaft zuständig. Wenn eine niedrigere Steuerungsebene ein Problem nicht in einer gewissen Zeit lösen konnte, wurde die nächsthöhere Ebene benachrichtigt. In der Software sollten so verstärkende und abschwächende Kommunikationselemente einen dritten Weg, eine gerechtere Antwort auf die existierenden Planwirtschaften von Kuba und der Sowjetunion abbilden.

## Technische Hilfsmittel
Cybersyn wurde in vier Unterprojekte gegliedert: Cybernet, Cyberstride, CHECO, und Opsroom.
Cybernet bezeichnete das Fernschreiber-Netz, das die Kommunikation zwischen den Unternehmen und höheren Koordinationsorganen gewährleistete. Es gab 400 unbenutzte von der Vorgängerregierung gekaufte Fernschreiber, die auf die Fabriken des Landes aufgeteilt wurden. Im Kontrollzentrum in Santiago wurden die Daten (sieben verschiedene Kennzahlen wie Materialverbrauch, Produktion und Anzahl der nicht zur Arbeit Erschienenen), die täglich von den Fabriken kamen, in einen IBM System/360-50 Mainframe eingegeben, der kurzfristige Prognosen errechnete und notwendige Abstimmungen vornahm.
Cyberstride war ein Software-Paket, das bei der Erhebung, Verarbeitung und Verteilung von Daten unterstützen sollte. Eine Urfassung des Pakets wurde von einem Team aus zwölf britischen Programmierern unter Aufsicht geschrieben und anschließend von einem chilenischen Team weiterentwickelt. Auch nach dem Ende des Projektes ist diese Software weiterentwickelt worden und im Jahr 1985 unter dem Namen Coordinator kommerziell auf den Markt gekommen. Später ist das Programm dann an Novell verkauft worden.
CHECO (CHilean ECOnomy) war ein Simulations-Programm, mit dem die Konsequenzen etwaiger Entscheidungen auf die Zukunft der chilenischen Wirtschaft ermittelt werden sollten.
Opsroom war eine futuristischer Transaktionsraum, in dem relevante Daten aus der gesamten Wirtschaft kompakt und verständlich zusammengetragen werden sollten. Ziel war es, die fachlichen Voraussetzungen für die Entscheidungsträger zu minimieren. Entworfen wurde der Raum von einem Team unter der Leitung des Interfacedesigners Gui Bonsiepe. Er war mit sieben Drehsesseln ausgestattet (von denen man annahm, sie seien kreativitätsfördernd) mit Knöpfen, die mehrere große Bildschirme kontrollieren sollten, auf denen die Daten und andere Elemente mit Zustandsgrößen angezeigt wurden. Von dem Raum wurde allerdings lediglich ein Mock-up erstellt.
Das Projekt ist in Beers Buch Platform for Change (in dem auch andere soziale Innovationen wie das Einsetzen von Interessenvertretern diverser Gruppen im Kontrollzentrum beschrieben werden) sowie in Eden Medinas Cybernetic Revolutionaries (MIT Press, 2011) detaillierter dargestellt.
Die Gesamtkosten des Projektes wurden von Raul Espejo mit ca. 150.000 $ (Stand 1973) beziffert.

Opsroom
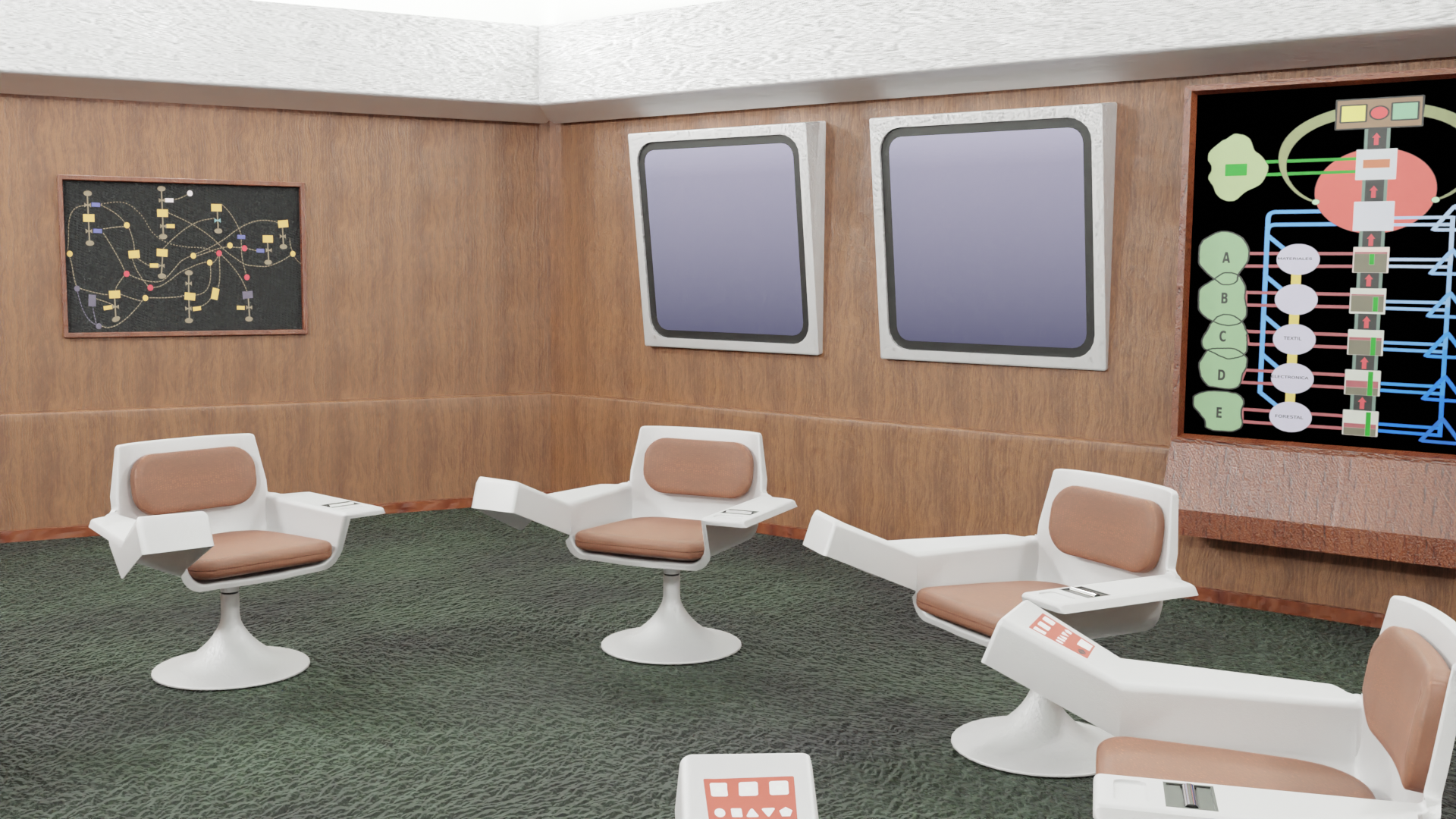
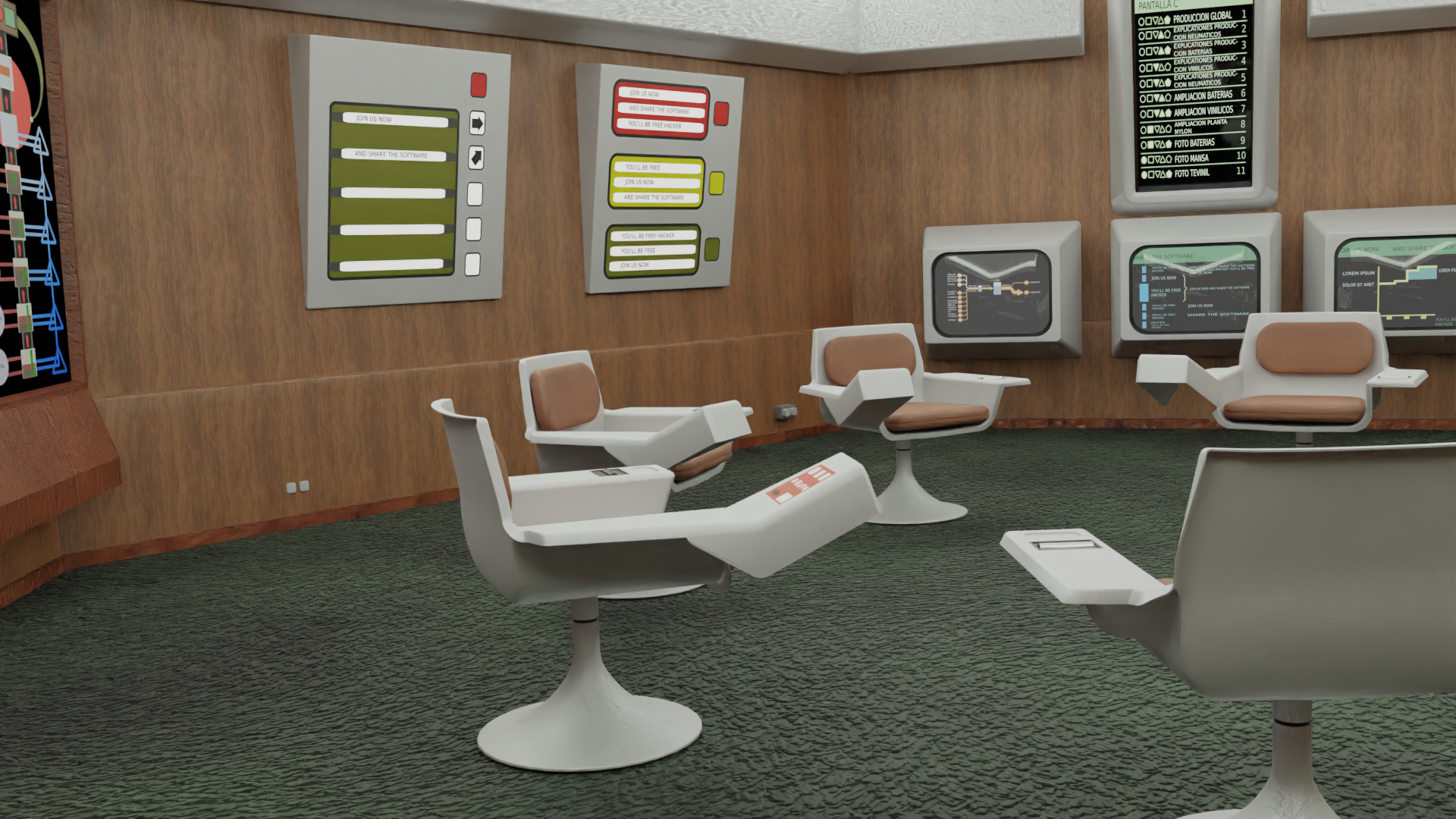
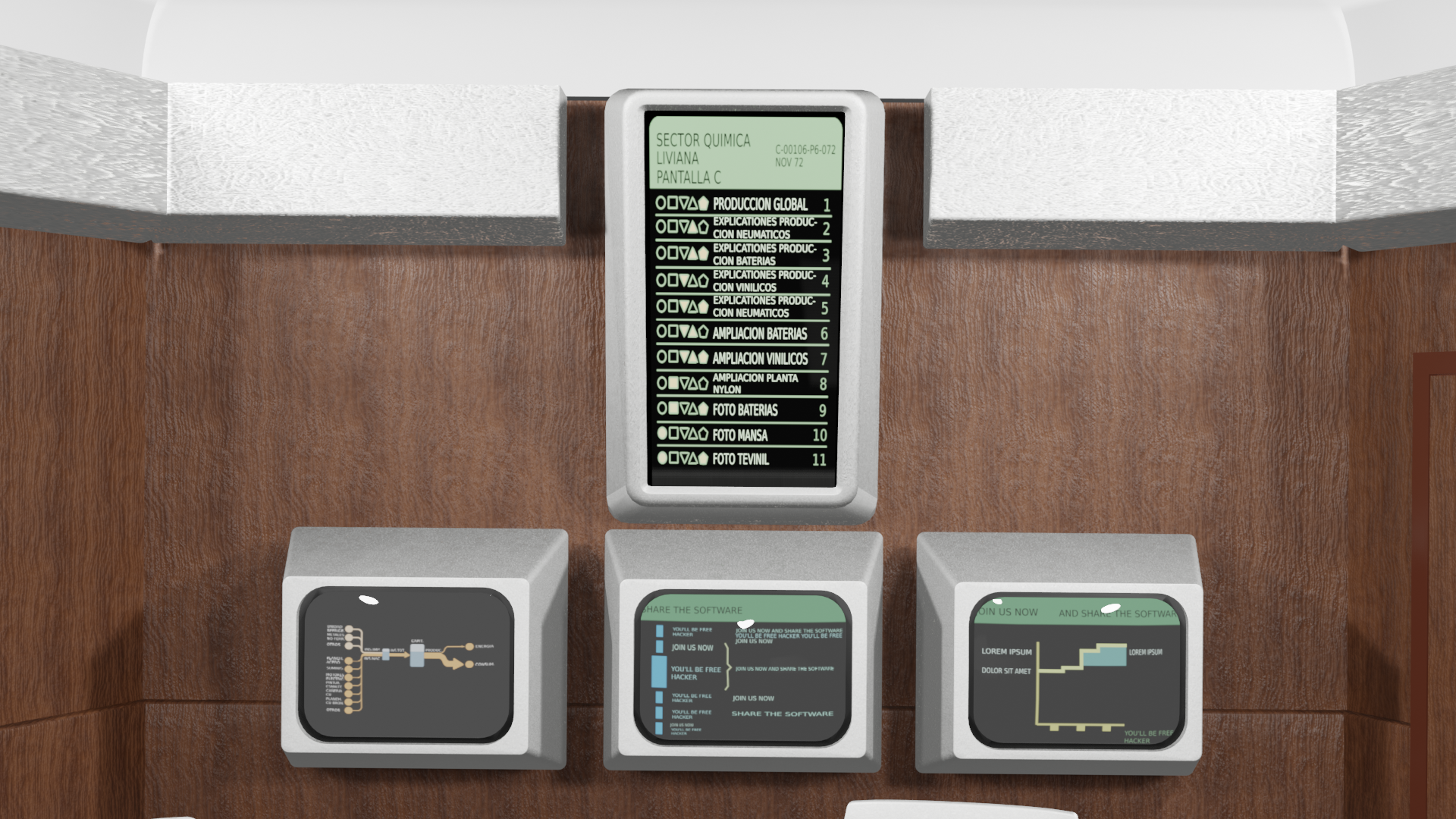
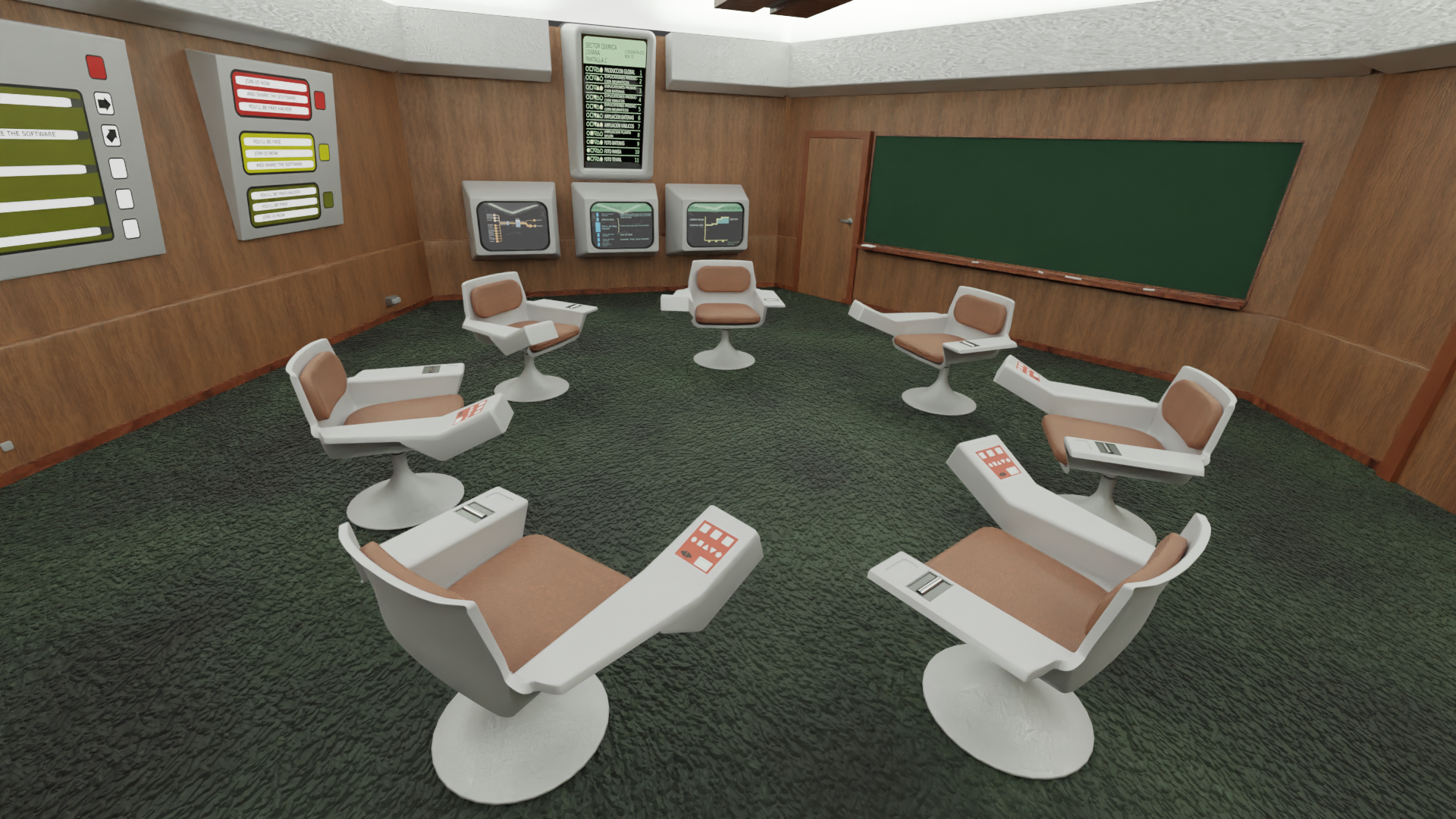

## Rezeption
Das Projekt Cybersyn wird bis in die Gegenwart in Technik- und Sozialwissenschaften aufgegriffen und mit Trends wie Cloud Computing, Industrie 4.0 und Supply-Chain-Management kontextualisiert. Dabei liegt vielfach ein besonderer Fokus auf Cybersyn als möglichem Vehikel zur Durchsetzung eines demokratischen Sozialismus’, marktfernen Wirtschaftens oder anderer Formen solidarischer Ökonomien wie Parecon als valide Alternative zum Plattformkapitalismus. Kritiker relativieren hingegen die „kybernetische Ausgestaltung“ des Vorhabens als „trivial“. Anstelle der Verwirklichung einer sozialistischen Planwirtschaft sei Cybersyn „lediglich eine modernisierte Form des syndikalistischen Korporatismus, der sich in der christlichen Linken in Chile seit vielen Jahrzehnten größter Beliebtheit erfreut hatte“, gewesen.
Neben der technischen Planungsansatz trug insbesondere der auffällig gestaltete Kontrollraum (Opsroom) zur öffentlichen Wahrnehmung Cybersyns bei. 2023 wurde in Santiago de Chile ein Nachbau des Raumes eingeweiht.

## Audio
- Chiles kybernetischer Traum von Gerechtigkeit Projekt Cybersyn, Deutschlandfunk und Westdeutscher Rundfunk Köln 2020, Audio Teil 1, Audio Teil 2

## Fiktionale Darstellung
- Sascha Reh: Gegen die Zeit, Schöffling, Frankfurt/M. 2015.